# Kevin Nash
Kevin Scott Nash (sinh ngày 09 tháng 7 năm 1959) là một đô vật chuyên nghiệp người Mỹ đã nghỉ hưu và diễn viên, được biết đến khi thi đấu cho World Wrestling Federation (WWF, nay là WWE). Nash đã đấu vật dưới nhiều tên võ đài, nhưng được biết đến bằng tên thật của mình trong World Championship Wrestling (WCW), Total Nonstop Action Wrestling (TNA), ông cũng đã được biết đến là Diesel trong WWF.
Năm 1994 khi còn ở WWF, Nash giành được WWF World, Intercontinental và Tag Team Champion (WWF Triple Crown) và tại giải thưởng Slammy năm đó và giành được giải MVP (giờ là Siêu sao của năm) và Đội xuất sắc nhất năm (Tag Team of the Year, với Shawn Michaels). Tại WWE, WCW và TNA, Nash giành được tổng cộng 21 danh hiệu, trong đó sáu lần vô địch thế giới (năm lần WCW World Heavyweight Championship, một lần WWF Champion), 12 lần vô địch đồng đội thế giới giữa ba chương trình. Triều đại giữ WWF Championship của ông kéo dài 358 ngày trở thành dài nhất những năm 1990. Trong thời gian ở WCW, Nash đã trở thành đô vật đầu tiên đánh bại Goldberg qua đó chấm dứt 173 chuỗi ngày bất bại của ông ta tại Starrcade (1998). Sau khi thi đấu bóng rổ đại học cho trường đại học Tennessee. Nash chơi cho một đội bóng chuyên nghiệp từ Đức trong một thời gian ngắn cho đến khi chấn thương đầu gối kết thúc sự nghiệp.
Nash là thành viên The Kliq, một nhóm hậu trường có ảnh hưởng gồm Shawn Michaels, Triple H, Scott Hall và X-Pac. Ông cũng là một trong ba thành viên sáng lập của New World Order (nWo), cùng Scott Hall và Hulk Hogan. Nash được giới thiệu vào WWE Hall of Fame 2015 và lần hai vào năm 2020 với tư cách là thành viên nWo cùng Hogan, Hall và X-Pac.